# 弗農鎮區 (北達科他州基德縣)
弗農鎮區（英語：Vernon Township）是位於美國北達科他州基德縣的一個鎮區。

## 地方資料
弗農鎮區的面積為93.33平方千米，當中陸地面積為77.66平方千米，而水域面積為15.67平方千米。根據2020年美國人口普查的數據，當地共有人口34人，而人口密度為每平方千米0.36人。